# Sarabit al-Chadim
Sarabit al-Chadim, Serabit el-Khadem (ar. سرابيط الخادم, Wzgórza Niewolnika) – miejscowość na równinie Dabbat ar-Ramla w południowej części półwyspu Synaj w muhafazie Synaj Południowy w Egipcie, na wschód od Zatoki Sueskiej. 34 km od miasta Abu Zanima, w protektoriacie Święta Katarzyna.
W okresie Starego Państwa (XXVII–XXII w. p.n.e.) w okolicy były kopalnie turkusów. W czasach XII dynastii (XX–XVIII w. p.n.e.) wzniesiono tu częściowo wykutą w skale świątynię ku czci Hathor, Pani Turkusów, oraz boskich władców: Snofru, Amenemhata III i Amenemhata IV. Na rozkaz Hatszepsut i Totmesa III (XVI–XV w. p.n.e.) świątynię rozbudowano. Zbudowana jest na 755 metrowym szczycie, na który prowadzi stroma ścieżka. To jedyna na Półwyspie Synaj świątynia faraonów.
Beduini nadal tutaj pozyskują prymitywnymi metodami turkus. Jego wydobycie na skalę przemysłową jest nieopłacalne z powodu ubogich pokładów.

## Pismo protosynajskie
W latach 1904–1905 Hilda i William Flinders Petrie odkryli inskrypcje znajdujące się na skałach w okolicy świątyni Hathor. Większość z nich zapisano hieroglifami, jednak niektóre zostały zapisane pismem znanym obecnie jako pismo protosynajskie. Ponieważ pismo to używa 30 znaków uważa się, że chodzi o pismo alfabetyczne. Brytyjski egiptolog, Alan H. Gardiner, w 1916 roku odczytał często powtarzającą się grupę znaków jako b'lt – ba'alat, czyli „Pani” – semicki odpowiednik pojawiającego się w inskrypcjach hieroglificznych imienia bogini Hathor. Mimo starań nie odczytano jednak ani jednego wyrazu więcej.
Ponieważ inskrypcje w większości zostały wykute w skale nie można określić ich wieku. Zaledwie dwa napisy powstały na zabytkach kamiennych, na figurce sfinksa i na posążku znalezionych w świątyni Hathor. Na podstawie badań cech stylistycznych ustalono, że kamienne zabytki powstały albo w okresie Średniego Państwa (XII dynastia, 1991–1785 r. p.n.e.), albo za panowania faraon Hatszepsut (Nowe Państwo, XVIII dynastia, 1479–1458 r. p.n.e.). Nie oznacza to jednak, że napis musiał powstać w tym samym czasie co figurki, gdyż mógł zostać wyryty później. Alan Gardiner uważał, że teksty z Sarabit al-Chadim pochodzą z okresu Średniego Państwa.
Mimo nieznanej dokładnej daty powstania, alfabet protosynajski jest uznawany za przodka alfabetu fenickiego, gdyż stanowi pośrednie stadium rozwoju pisma między hieroglifami egipskimi a alfabetem semickim. Maurice Sznycer zwrócił uwagę, że nazwy liter alfabetu fenickiego odpowiadają rysunkowym znakom protosynajskim mającym tę samą wartość.

## Galeria zdjęć

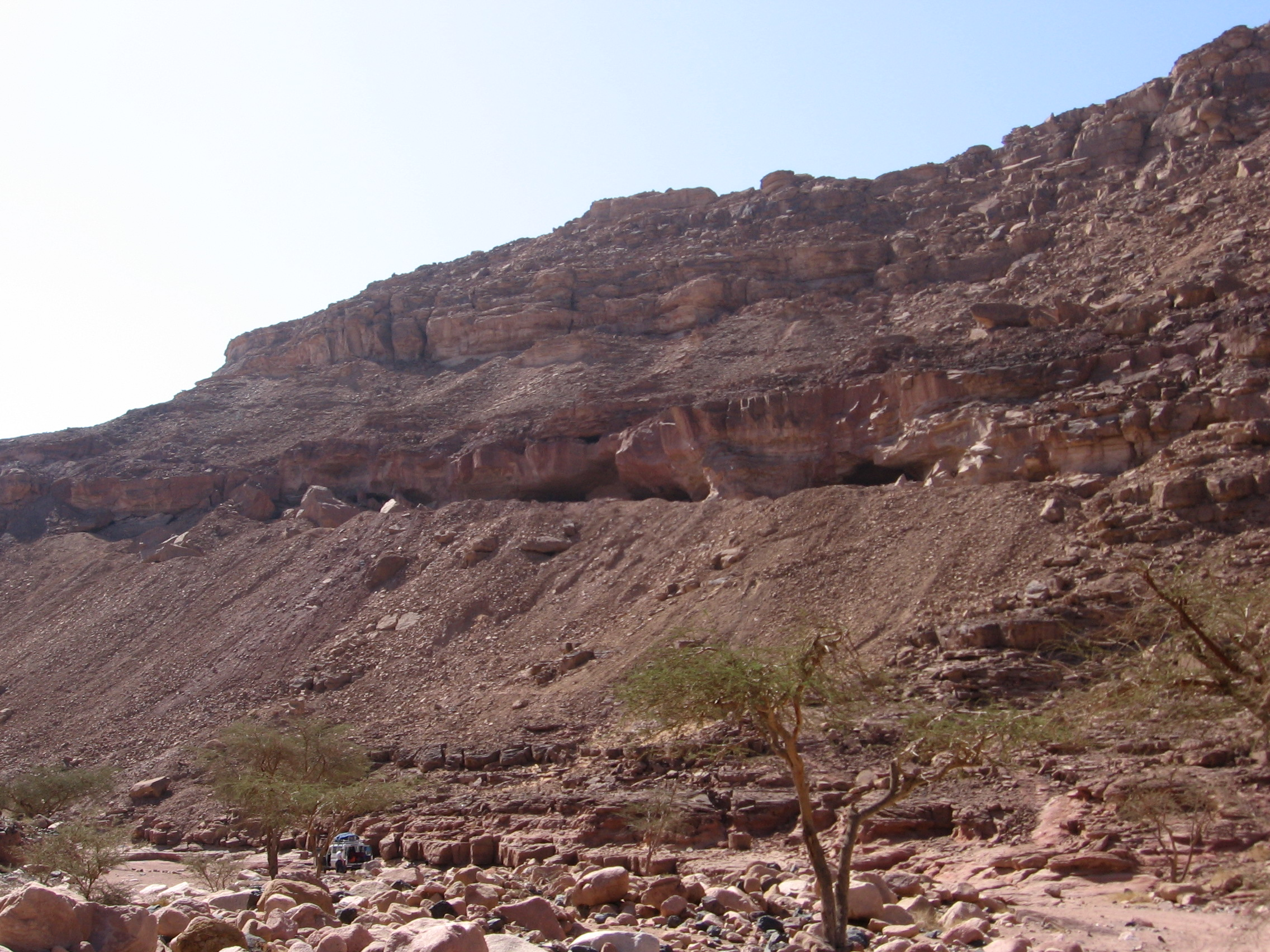
Stare kopalnie turkusu niedaleko miasta
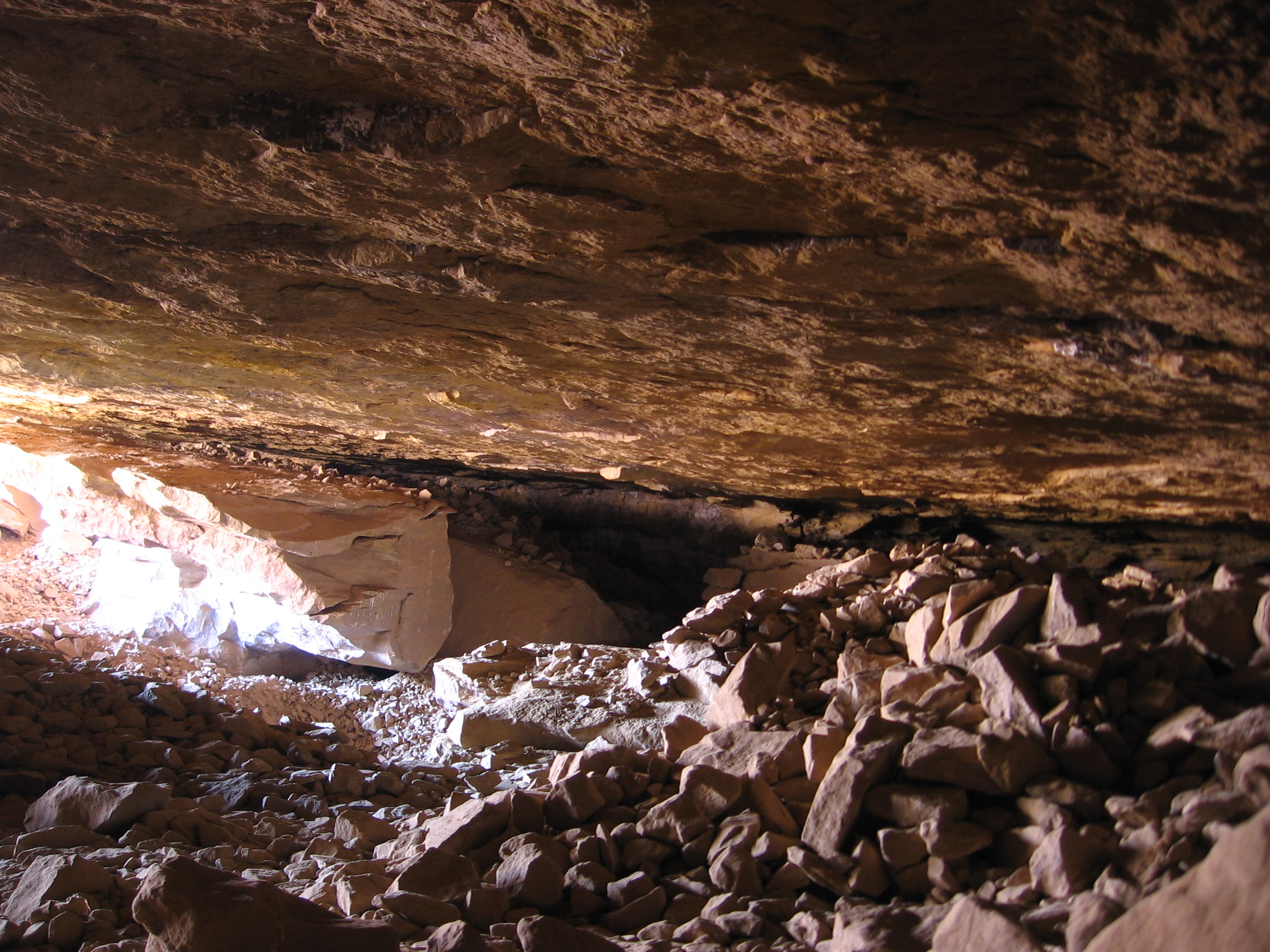
Wyrobisko
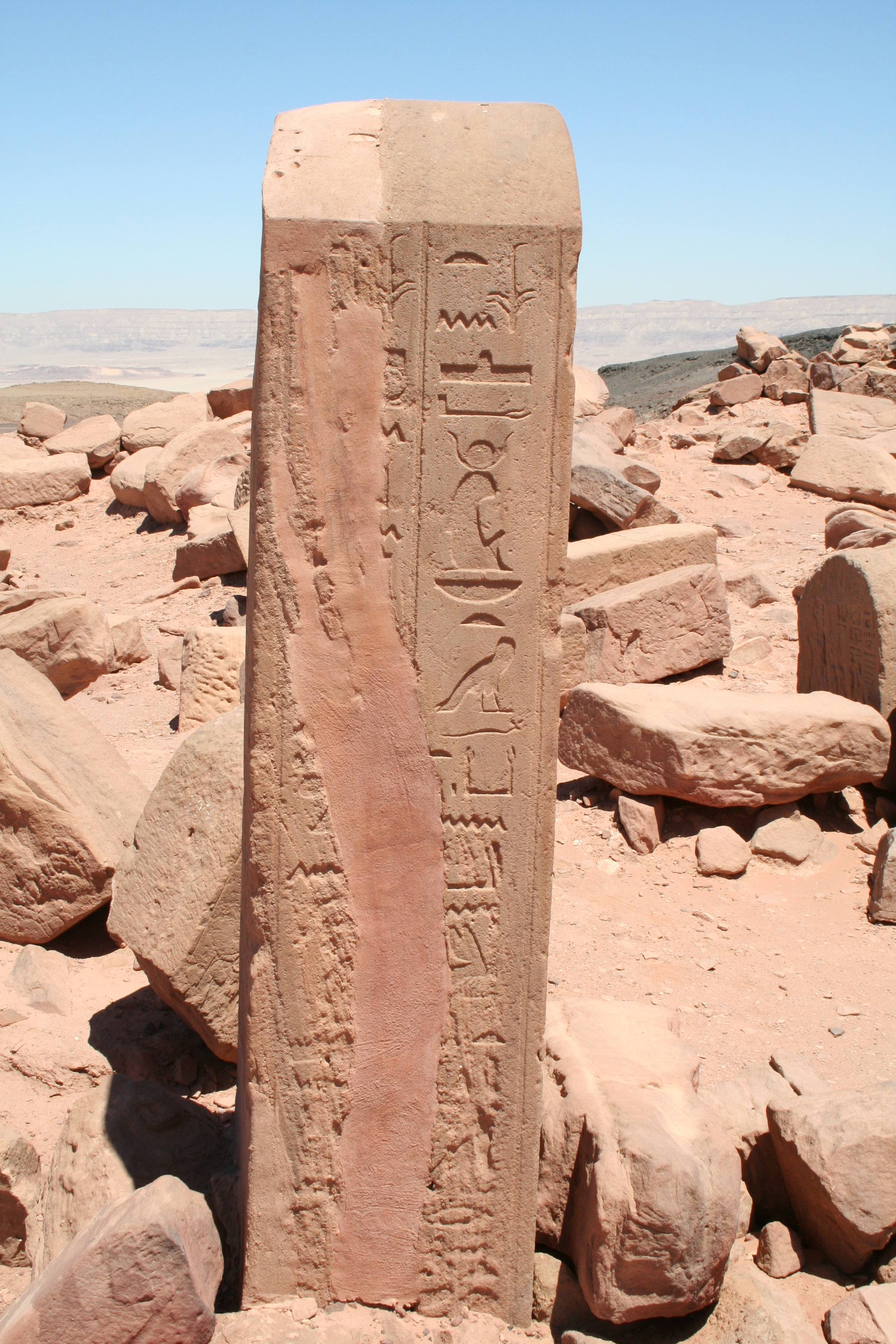
Pozostałości świątyni Hathor